# Ácido tetrahidrofólico
El ácido tetrahidrofólico, o su anión tetrahidrofolato, es un derivado del ácido fólico.

## Metabolismo

### Síntesis en humanos
En los seres humanos es producido a partir del ácido dihidrofólico por la enzima dihidrofolato reductasa. Esta reacción es inhibida por el metotrexato.
En un paso posterior se convierte en 5,10-metilentetrahidrofolato por la enzima serina hidroximetiltransferasa.

### Síntesis bacteriana
Muchas bacterias utilizan la dihidropteroato sintetasa para producir dihidropteroato, una molécula que no tiene ninguna función en humanos. Esto la convierte en una diana terapéutica muy interesante, los antibióticos tipo sulfonamida compiten con el precursor de esta vía, el PABA.

## Funciones
Es cofactor en muchas reacciones biológicas, especialmente en el metabolismo de los aminoácidos y ácidos nucleicos. Actúa como donante de grupos con un solo átomo de carbono. Obtiene este átomo de carbono secuestrando el formaldehído que se produce en otros procesos metabólicos. La falta de tetrahidrofolato puede provocar anemia megaloblástica.
El metotrexato actúa sobre la dihidrofolato reductasa, al igual que la pirimetamina o el trimetoprim; como un inhibidor que reduce la cantidad de tetrahidrofolato que se produce. Esto puede provocar anemia megaloblástica.
El ácido tetrahidrofólico se encuentra involucrado en la conversión del ácido formiminoglutámico en ácido glutámico; esto puede provocar que la cantidad de histidina disponible para descarboxilación y síntesis de proteínas disminuya, y por lo tanto hacer que los niveles de histamina y ácido formiminoglutámico en orina disminuyan.

Ácido dihidrofólico
5,10-Metilentetrahidrofolato